# 卡弗雷拉 (瑪麗亞·桑其斯省)
19°37′48″N 69°54′0″W / 19.63000°N 69.90000°W

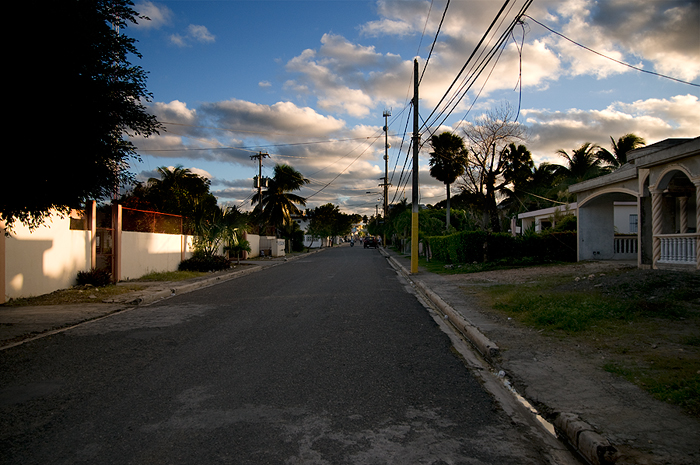

卡弗雷拉（西班牙語：Cabrera），是多明尼加共和國的城鎮，位於該國北部，由瑪麗亞·桑其斯省負責管轄，面積297.58平方公里，海拔高度5米，2012年人口24,218，人口密度每平方公里81人。